# 浅井得一
浅井 得一（あさい とくいち、1913年 - 2003年）は、日本の地理学者（地理教育）・軍人。

## 経歴
東京生まれ。旧制武蔵高等学校文科甲類を経て、1936年（昭和11年）京都帝国大学文学部地理学専攻卒。大学卒業後、すぐに旧制立教中学校の専任教員となり、1941年（昭和16年）まで地理と歴史を教えた。
小牧実繁らの大東亜地理学派の一人。戦時下の1942年（昭和17年）12月、南方軍情報官としてビルマに赴任、陸軍司政官となる。1944年（昭和19年）4月25日、南方軍ビルマ方面軍・磯村武亮参謀副長の示唆を受け、ビルマ国国家主席・バー・モウの暗殺を企てるが、ビルマ兵の警戒により失敗、逮捕されるも日本へ帰される。逃亡中、長く豚小屋に潜んでいたため豚コレラに感染。終生、右腕が不自由で、黒板の板書は利き腕ではない左手で書くので板書には苦労した。
その後、京都大学人文科学研究所嘱託研究員、1960年（昭和35年）、「日本の都市の人口地理学的研究」で、日本大学より文学博士の学位を取得。明治大学農学部講師、日本大学文学部教授、玉川大学文学部教授、国士舘大学文学部教授、日本地理教育学会会長を歴任する。立教大学でも非常勤講師として教え、一般教育の地理学として、「人間の地理学」というテーマのもと、「ヒトとサルはどう違うか」から始まり、「地球を守ろう」で終わる、あえて地理学だけに拘らない、学際的な講義を行った。約2,500名の聴講者がある人気講義となり、これを2回に分けて講義したが、当時の立教大学の全5学部（法・文・経・社会・理）の1年生のおよそ5/6が受講する規模であった。

## 著書
- 『世界地理政治大系 印度』白揚社 1942
- 『印度洋』朝日新聞社・朝日時局新輯 1942
- 『ラングーン・カルカッタ』目黒書店・新世界叢書 1943
- 『首都東京』筑摩書房・中学生全集 1953
- 『日本の国土と生活』岩崎書店・社会科全集 1954
- 『日本地理ものがたり』筑摩書房・小学生全集 1957
- 『世界風俗めぐり』偕成社・絵とき百科 1958
- 『世界の産業 自然を利用する人間』大日本図書・ワールド・ブック 1970
- 『人間の地理学』玉川大学出版部 1972
- 『世界ふしぎ探検』全6巻 小峰書店 1973-1974

1（アジア）
2（西南アジア・アフリカ）
3 ヨーロッパ
4 北アメリカ
5 南アメリカ
6 オセアニア
- 『たべものの地理』玉川大学出版部 1975
- 『資源の地理』玉川大学出版部 1978 玉川選書
- 『東京地名風土記』産業能率短期大学出版部 1978
- 『ビルマ戦線風土記』玉川大学出版部 1980 玉川選書
- 『わたしたちの日本』全16巻 小峰書店、1984-1985

1（ふるさとの山や川）
2（ふるさとの海と海岸）
3（ふるさとの湖と池）
4（ふるさとの気候）
5-6（ふるさとの農業と牧畜）
7-8（ふるさとの鉱業と工業）
9 (ふるさとの林業と水産業）
10（ふるさとの商業と交通）
11（ふるさとの文化財)
12-13（ふるさとの動物）
14（ふるさとの植物）
15（ふるさとの公害）
16（ふるさとの調べかた）
- 『禎子を想う 浅井得一集』近代文芸社 1992日本随筆文庫
- 『愛知県人と名古屋人 続・人間の地理学』玉川大学出版部 1995

## 編著
- 『総合地理事典』編著 明治図書出版 1957
- 『玉川こども百科 66 かんとう』玉川大学出版部共編 誠文堂新光社 1957
- 『玉川こども百科 94 東南アジア』玉川大学出版部共編 誠文堂新光社 1960
- 『玉川児童百科大辞典 18 世界地理』玉川大学出版部共編 誠文堂新光社 1967
- 『郷土の研究事典』編著 小峰書店 1968

## 参考
- 浅井得一『ビルマ戦線風土記』玉川大学出版部〈玉川選書〉、1980年。doi:10.11501/12230804。NDLJP:12230804。
- 柴田陽一「小牧実繁の「日本地政学」とその思想的確立―個人史的側面に注目して―」『人文地理』第58巻第1号、人文地理学会、2006年、1-19頁、CRID 1390282680117020416、doi:10.4200/jjhg.58.1_1、hdl:2433/154839、ISSN 0018-7216。